# Dreamee
Dreamee (viết cách điệu là dreAMEE, hoặc dreaAMEE) là album phòng thu đầu tay của nữ ca sĩ người Việt Nam Amee được St.319 Entertainment phát hành vào ngày 28 tháng 6 năm 2020. Sau khi trải qua bốn năm thực tập tại công ty và thành công bất ngờ với "Ex's Hate Me", nhà quản lý tài năng Aiden Nguyễn quyết định đưa Amee ra mắt với khán giả đại chúng cũng như tổ chức một đội ngũ để sáng tác và sản xuất album đầu tay cho cô. Cảm hứng thực hiện album Dreamee bắt nguồn từ góc nhìn tuổi mới lớn của Amee, với tâm trí quyết tâm và không bỏ cuộc rằng ước mơ sẽ trở thành hiện thực. Ban đầu album dự kiến ra mắt vào tháng 3 năm 2020, nhưng kế hoạch đã bị hoãn lại do đại dịch COVID-19.
Dreamee là một album thuộc thể loại teen pop chủ đạo pha trộn với nhiều thể loại phụ khác. Amee hợp tác và làm việc cùng với các nhạc sĩ và nhà sản xuất âm nhạc như Hứa Kim Tuyền, TDK, Lyly, Grey D, ViruSs, T.R.I và 1HIT để sáng tác và sản xuất album trong vòng một năm. Phần nhạc được đặc trưng bởi các nhạc cụ dương cầm và guitar mang âm sắc trong trẻo tích cực. Một số ca khúc đi theo cấu trúc sáng tác truyền thống, trong khi một vài bài hát thì lại "phá cách" trong cấu trúc phân khúc–điệp khúc. Giọng hát của Amee trong Dreamee được thể hiện trong trẻo bằng phong cách speech level singing. Ở phiên bản vật lý, album sử dụng thiết kế mang tông màu hồng pastel chủ đạo và đính kèm nhiều ấn phẩm. Dreamee bao gồm 10 bài hát, trong đó có 6 bài hát đã từng được phát hành nhưng được làm lại thành phiên bản mới. Lấy bối cảnh bốn mùa xuân–hạ–thu–đông, đề tài của album kể về một cô gái phải lòng yêu một chàng trai với cung bậc cảm xúc từ ngượng ngùng đến chủ động và nồng nhiệt, tiếp đó là giận hờn vu vơ và rồi buồn man mác nhớ nhung.
Dreamee có tổng cộng bảy đĩa đơn: "Anh nhà ở đâu thế", "Đen đá không đường", "Trời giấu trời mang đi", "Sao anh chưa về nhà", "Yêu thì yêu không yêu thì yêu" và "Ex's Hate Me (Part 2)" và "Mama Boy". Toàn bộ đều đạt được thành công về mặt xếp hạng và lên xu hướng ở các nền tảng mạng xã hội. Nhằm quảng bá album, ngoài việc Amee tham gia các buổi phỏng vấn và biểu diễn trực tiếp, đội ngũ của cô đã tổ chức một lịch trình kéo dài một tuần bao gồm đăng tải loạt ảnh hé lộ và phát hành video giới thiệu chủ đề lẫn medley điểm nhấn các bài hát. Dreamee thu về 1.000 lượt tiêu thụ phiên bản vật lý trong 12 giờ đầu tiên sau khi ra mắt và nhanh chóng bán hết sau ba ngày. Album nhận về phản hồi nhìn chung là tích cực. Nhiều nghệ sĩ và nhà báo đều dành lời khen cho Dreamee về mặt chủ đề, màu sắc và bước đi mạo hiểm của Amee khi phát hành album tại Việt Nam. Tuy nhiên, Amee đã bị chỉ trích vì lối thể hiện "màu hồng hóa" cũng như bắt chước kiểu ăn mặc Hàn Quốc trong album. Dreamee đã giành giải Album của năm tại Giải thưởng Làn Sóng Xanh 2020 cũng như được đề cử cùng hạng mục tại Giải thưởng Âm nhạc Cống hiến năm 2021.
Vào tháng 12 năm 2020, Amee và đội ngũ St.319 đã thực hiện một dự án phát hành EP Dreamee (Acoustic) và tổ chức buổi trình diễn Dreamee Live Acoustic Show do Quản Phương Thanh đạo diễn. Hai đĩa đơn của EP được phát hành gồm "Nàng thơ... trời giấu trời mang đi" và "Từ thích thích thành thương thương". Chương trình tập trung nhiều vào giọng hát mộc của Amee, gồm có sáu màn trình diễn và bảy bài hát mặc dù đa phần đã từng được phát hành trước đó nhưng được phối khí theo thể loại acoustic hoàn toàn mới. Dreamee Live Acoustic Show có sự góp giọng của Hoàng Dũng và Ricky Star. Ban nhạc tham gia trình diễn cùng họ bao gồm TDK, Hứa Kim Tuyền cùng những nghệ sĩ hát nền, chơi các nhạc cụ như guitar, vĩ cầm, keyboard, sáo và trống cajon. Dreamee Live Acoustic Show nhận lời khen về mặt chất lượng và ý nghĩa. Nhiều người cho rằng đây là một chương trình "chữa lành cho tâm hồn" và là một bước đi thông minh trong bối cảnh đại dịch COVID-19 tại Việt Nam.

## Bối cảnh

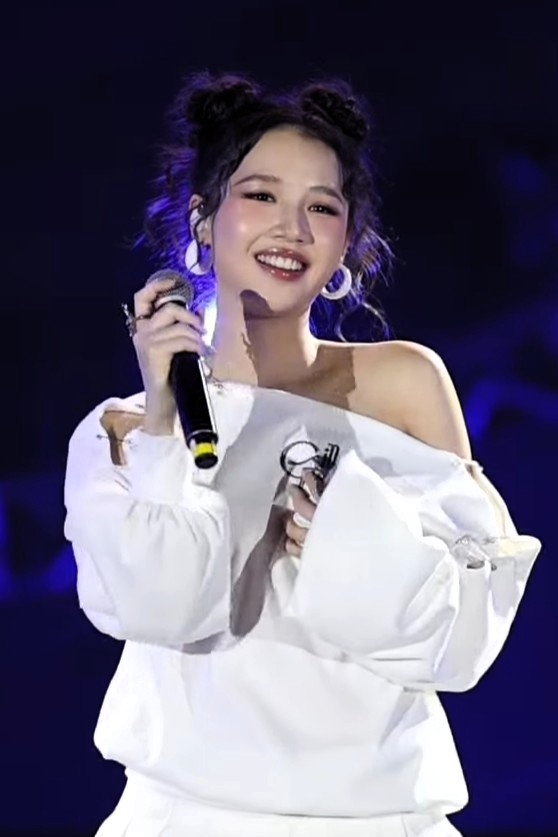
Cảm hứng thực hiện Dreamee bắt nguồn từ góc nhìn cuộc đời của Amee (ảnh chụp năm 2024)

Trải qua bốn năm làm thực tập sinh tại St.319 Entertainment cho đến khi thành công với màn hợp tác cùng B Ray trong "Ex's Hate Me", Amee chính thức ra mắt với vai trò nghệ sĩ âm nhạc đại chúng Việt Nam. Ngày 3 tháng 4 năm 2019, St.319 phát hành đĩa đơn "Dreamee" gồm ca khúc giới thiệu cùng tên, "Anh nhà ở đâu thế" (đĩa đơn chính) và "Đen đá không đường" nhằm giới thiệu cho khán giả đại chúng phong cách âm nhạc "dễ thương" và "tươi mới" của nữ ca sĩ. Một thời gian sau, Amee phát hành các bài hát lên xu hướng như "Trời giấu trời mang đi" và "Sao anh chưa về nhà". Cũng trong thời gian này, cô sở hữu những giải thưởng như Nghệ sĩ mới của năm tại giải thưởng Cống hiến, Phát hiện của năm tại Zing Music Awards, Hợp tác video âm nhạc của năm tại Metub WebTVAsia Awards và Top 10 ca khúc được yêu thích tại giải Làn Sóng Xanh.
Theo ghi chú cảm ơn trong sách ảnh đi kèm với album, Amee tiết lộ ở dòng đầu rằng Dreamee đã được hoàn thiện trong những ngày cuối cùng của cô ở tuổi 19 và nữ ca sĩ sẵn sàng giới thiệu album này với khán giả khi vừa bước sang tuổi 20, tức là vào khoảng tháng 3 năm 2020. Tuy nhiên, mặc dù ban đầu Dreamee dự kiến sẽ phát hành vào ngày 29 tháng 3 năm 2020 và "Sao anh chưa về nhà" sẽ là đĩa đơn chủ đạo của album nhưng St.319 đã hoãn kế hoạch lại do bối cảnh đại dịch COVID-19 tại Việt Nam diễn biến phức tạp. Công ty cho rằng "đây không phải là thời điểm thích hợp để có thể quảng bá một sản phẩm giải trí trong sự hào hứng vui vẻ." Ngày 11 tháng 6 năm 2020, Amee chính thức thông báo phát hành album Dreamee với bài hát "Yêu thì yêu không yêu thì yêu" làm đĩa đơn mở đường cho album.
Khi nói về việc phát hành album ở độ tuổi còn trẻ, Amee cho rằng cô và St.319 muốn "làm những điều khác biệt" và mạo hiểm để cho khán giả nhận thấy tính chuyên nghiệp của họ trong âm nhạc. Phỏng theo lời cảm ơn trong cuốn sách ảnh, Dreamee được lấy cảm hứng từ góc nhìn cuộc đời năm 13 tuổi của chính Amee: ngày đầu tiên thi tuyển vào St.319, trải qua thời niên thiếu không có ký ức "nhất quỷ nhì ma" do phải thực tập miệt mài, và rời xa gia đình để mưu sinh. Mỗi khi nhụt chí, cô liên tưởng đến việc mình đang sống vì ước mơ của mình và tiếp tục không bỏ cuộc với hy vọng rằng ước mơ đó sẽ trở thành hiện thực.

## Sáng tác và sản xuất
Nhà quản lý tài năng của St.319 Aiden Nguyễn chia sẻ rằng anh đã ấp ủ Dreamee từ rất lâu cho đến ngày Amee ra mắt khán giả đại chúng. Anh đã tìm kiếm và thành lập một đội ngũ âm nhạc sẵn sàng đồng hành để sản xuất album đầu tay cho nữ ca sĩ. Theo phần ghi chú, TDK tham gia vào sản xuất lẫn biên khúc, và Minh Đạt Nguyễn làm kỹ sư âm thanh. Nguyễn Hoàng Mỹ Ngọc giúp chỉnh sửa giọng, còn Huy Nguyễn thì thu âm giọng ca sĩ. Trong cuộc họp báo ra mắt album, TDK bảo rằng cũng như bao album ở thời đại 4.0 khác, Dreamee được sản xuất bằng quá trình làm việc chặt chẽ, đặt tiêu chí bền bỉ theo đường dài lên hàng đầu và đầu tư tâm huyết vào sáng tạo bài hát thay vì chạy theo xu hướng ra mắt đĩa đơn và video âm nhạc. Phần nhạc cụ của album bao gồm dương cầm và guitar mang âm sắc trong trẻo tích cực nên "nỗi buồn trong bài hát cũng là những cảm xúc man mác, nhẹ nhàng tương tư." Về mặt cấu trúc, "Anh nhà ở đâu thế", "Yêu thì yêu không yêu thì yêu", "Trời giấu trời mang đi" và "Sao anh chưa về nhà" tuân theo cấu trúc âm nhạc truyền thống. Trong khi đó, các ca khúc như "Mama Boy" và "Ex's Hate Me (Part 2)" lại "phá cách" trong việc sử dụng cấu trúc phân khúc–điệp khúc ở phần mở đầu. Cây viết Quang Đức từ tạp chí điện tử Tri thức đánh giá giọng hát của Amee vẫn giữ trong trẻo và tích cực trong Dreamee. Nữ ca sĩ đi theo phong cách speech level singing (hát như nói, nói như hát) nhẹ nhàng, đùa vui và nhí nhảnh.
Hứa Kim Tuyền được mệnh danh là nhạc sĩ "tắc kè hoa" của V-pop và tham gia sáng tác tổng cộng 7 trên 10 bài hát cho album của Amee. Vì đại dịch COVID-19 diễn biến phức tạp tại Việt Nam tại thời điểm sáng tác nên nam nhạc sĩ muốn Dreamee phải "mang lại năng lượng tích cực, thế nên các ca khúc đều vui vẻ, lạc quan. [...] Và dĩ nhiên, những ca khúc Tuyền chọn phải phù hợp với chất giọng và phong cách trẻ trung mà Amee đang xây dựng."
Vì muốn có chi phí để phát hành "24H", Lyly đã bán bản quyền hai sáng tác, trong đó có "Đen đá không đường", cho Aiden Nguyễn. Nữ ca sĩ thừa nhận rằng cô "đã khóc ròng ba đêm vì đó là hai sáng tác mình tâm đắc nhất và ấp ủ sẽ chọn một trong hai làm ca khúc đầu tay. Tôi gần như bế tắc và tự trách: 'Chết rồi, bán hai ca khúc mình thích nhất thì lấy gì mà hát đây?'" Về sau, "Đen đá không đường" trở thành bài hát của Amee. Đến khi ra mắt "24H", Lyly sáng tác "Anh nhà ở đâu thế" và đưa cho Aiden Nguyễn nghe thử để nhận góp ý. Nghe xong, anh đã ngỏ ý muốn mua ca khúc này vì hợp với phong cách của Amee. Lyly đồng ý giao lại và cho rằng, "Nếu chấm trên thang điểm 10, tôi sẽ dành 9 điểm cho Amee với bản thu âm. Một điểm còn lại, tôi muốn đưa cái 'tôi' của chính mình vào. Nếu hát 'Anh nhà ở đâu thế', tôi sẽ giảm một ít sự nữ tính và thêm vào đó chút cá tính."
Amee đảm nhận cả đoạn rap trong "Mama Boy" do nhiều rapper đã thử sức với phân đoạn đó trong ca khúc nhưng không ai được chọn do sự "kén chọn" và không tìm được chất giọng phù hợp. Nữ ca sĩ thừa nhận bản thân không thể biểu diễn hip hop một cách chuyên nghiệp, nên cô đã lựa chọn phong cách đọc vè. Với "Yêu không yêu không yêu thì yêu", đây là bài hát mà đội ngũ của Amee gặp khó khăn trong quá trình thu âm, thực hiện giọng bè và chỉnh sửa để phần giọng dầy hơn. Amee cho rằng bài hát này là thử thách đối với cô do cần phải sử dụng nhiều hơi thở để trình diễn trực tiếp.
Aiden Nguyễn đã đích thân đề xuất Amee tham gia ca khúc "Trời giấu trời mang đi". Đây là bài hát đầu tiên do ViruSs vừa tham gia sáng tác vừa tham gia góp giọng. Nam nhạc sĩ kiêm streamer nói về việc ưu tiên giao ca khúc này lại cho Amee rằng, "Vì Amee quá tuyệt, nhìn đâu thì tôi cũng duyệt. [...] Khi 'Trời giấu trời mang đi' ra mắt, tôi tin mọi người sẽ đồng ý với tôi rằng bài này sinh ra cho cô ấy. Amee có chút gì đó ngây ngô, ngọt ngào, một chút nũng nịu, hờn dỗi, và một chút thở than, lưu luyến, thích hợp với ca khúc." "Xuân, hạ, thu, đông rồi lại xuân" là bài hát mà Amee cho rằng cô đã đặt nhiều tình cảm nhất và cảm xúc nhất. Nữ ca sĩ thừa nhận với H Sao rằng ca khúc được thu âm tới mười lần, hòa âm với nhiều loại khí nhạc khác nhau: "Nhiều khi nghĩ ra ý tưởng là phải đổi luôn lời và thu lại từ đầu." Thậm chí trước hai ngày Dreamee lên kệ, "Xuân, hạ, thu, đông rồi lại xuân" vẫn còn được chỉnh sửa để đảm bảo chất lượng tốt nhất.

## Chủ đề

### Thiết kế
Dreamee là album thuộc thể loại teen pop chủ đạo pha trộn với nhiều thể loại phụ như acoustic, ballad, R&B và hip hop. Cách phát âm tiêu đề tên album Dreamee tương tự như dreamy (mộng mơ). Đây là cách chơi chữ có nghệ danh Amee trong đó nhằm thể hiện cảm giác "mơ mộng trong tình yêu và trong sự nghiệp âm nhạc". Theo như nhà báo Khang Ngọc từ Mực Tím, lối đặt tên album chứa nghệ danh của Amee là nhằm khẳng định tên tuổi của cô trên bản đồ V-pop. Trong chương trình H Sao trên Zing MP3, Amee bảo rằng bức ảnh bìa được thực hiện bằng cách thiết kế bối cảnh và sử dụng bãi cỏ thật. Ảnh bìa của Dreamee là một bức hình chụp Amee ngồi ở giữa bãi cỏ với khung nền màu hồng. Xung quanh cô là những chi tiết tượng trưng cho một mùa trong năm: Cây lá rụng tượng trưng cho mùa thu, sao biển tượng trưng cho mùa hạ, bông tuyết tượng trưng cho mùa đông, và hoa lá thì tượng trưng cho mùa xuân.
Ngay sau khi được hé lộ, thiết kế của Dreamee được giới mộ điệu đánh giá là mang màu sắc và hình dạng thiết kế giống như một album nhạc Hàn Quốc. Phiên bản vật lý của Dreamee sử dụng tông màu hồng pastel chủ đạo và đi kèm nhiều ấn phẩm như đĩa CD vật lý, sách ảnh, thẻ ảnh, ảnh polaroid, bưu thiếp, hình dán và bức thư viết tay cảm ơn của Amee. Ben Phạm phụ trách đạo diễn sáng tạo và nghệ thuật cho Dreamee, còn Kaylee Wang thì chuẩn bị trang phục cho Amee. Phần hậu trường chụp hình cho sách ảnh và quay video giới thiệu chủ đề được St.319 đăng tải lên YouTube vào ngày 14 tháng 7 năm 2020. Chia sẻ cùng tạp chí Billboard Việt Nam, Amee tiết lộ rằng ban đầu đội ngũ của cô dự kiến sẽ chụp hình chủ đề xuân–hạ–thu–đông tại núi rừng Đà Lạt và sách ảnh đi kèm trong Dreamee sẽ nhiều ảnh, nhưng kế hoạch đã bị hủy bỏ do cháy rừng.
Dreamee gồm có tổng cộng 10 track: 6 bài hát đã từng được phát hành và được làm lại thành phiên bản mới gồm "Dreamee (Intro)", "Anh nhà ở đâu thế", "Đen đá không đường", "Trời giấu trời mang đi", "Sao anh chưa về nhà" và "Yêu thì yêu không yêu thì yêu" và 4 bài hát mới: "Mama Boy", "Ex's Hate Me (Part 2)", "Xuân, hạ, thu, đông rồi lại xuân" và "G9 (Outro)". Trong đó, "Dreamee (Intro)" và "G9 (Outro)" giữ vai trò lần lượt là track mở đầu và kết thúc của album có thời lượng rất ngắn, không lặp lại và lời bài hát thuần tiếng Anh. 8 ca khúc còn lại được sắp xếp theo bốn mùa xuân, hạ, thu, đông và thể hiện các cung bậc cảm xúc tình yêu. Về nội dung chính, Amee chia sẻ rằng Dreamee "nói về một cô gái sa vào lưới tình của một chàng trai. Ban đầu luôn là một chút ngượng ngùng, sau đó là chủ động và nồng nhiệt, cũng không thể thiếu giận hờn vu vơ, buồn man mác nhớ nhung. Tôi mong muốn khi lắng nghe album Dreamee, mọi người sẽ cảm nhận được sự vô tư, trong trẻo, hồn nhiên của tình yêu đầu tiên."

### Bài hát
"Dreamee (Intro)" từng là ca khúc nằm trong đoạn video đầu tiên giới thiệu và ra mắt Amee với khán giả đại chúng. Trong album, đây là track đầu tiên đóng vai trò làm bài hát lời chào của Amee với những câu hát "dịu êm như một khúc hát ru". Hai track tiếp theo thuộc chủ đề mùa xuân, "Anh nhà ở đâu thế" và "Yêu thì yêu không yêu thì yêu", đưa người nghe vào không gian tươi mới của mùa xuân với sự chủ động của một cô gái khi bắt gặp người mình thích. Chứa đựng những tiếng tích tắc của kim đồng hồ, "Anh nhà ở đâu thế" được ví như hiện thân của những cô nàng trẻ trung trong xã hội hiện đại, biết yêu, muốn yêu và dám theo đuổi tình yêu. "Yêu thì yêu không yêu thì yêu" có chứa những âm thanh trò chơi điện tử quen thuộc và gắn liền với tuổi thơ của một số đối tượng khán giả.
Tiếp đến, "Đen đá không đường" và "Mama Boy" đóng vai trò làm biểu tượng cho ca khúc mùa hạ. Chủ đề chính của hai track là chàng trai và cô gái đã yêu nhau và sẵn sàng trao nhau những cơ hội tìm hiểu, thổ lộ tình cảm mà không còn vẻ e ấp ngại ngùng. "Đen đá không đường" mang thông điệp tình yêu là "đường", một nguyên liệu ẩm thực tượng trưng cho cuộc sống ngọt ngào hơn rằng "đã yêu rồi thì cafe đen đắng cũng mang hương vị ngọt thơm dễ chịu." "Mama Boy" đề cập đến một định nghĩa với nội dung là những lời tâm sự của cô gái khi quen phải một anh người yêu là mama boy. Amee đã hát bằng những ca từ khuyên nhủ từ nhẹ nhàng vỗ về đến quyết liệt với hy vọng là mong người yêu sớm tỉnh ngộ. Hứa Kim Tuyền lồng ghép những câu ca dao, tục ngữ Việt Nam vào lời bài hát, còn phần âm nhạc thì có chứa âm thanh tiếng trẻ con khóc và gọi "mama" ở đầu và cuối nhằm thể hiện ý nghĩa châm biếm. Trong "Mama Boy", Amee thể hiện cách hát vè dân gian và ví von kèm theo chất rap.
Ở chủ đề mùa thu, "Trời giấu trời mang đi" và "Ex's Hate Me (Part 2)" mang nỗi buồn đẹp và nhiều tâm tư sâu lắng của cô gái. Phần nhạc của "Trời giấu trời mang đi" sử dụng các âm sắc đặc trưng của dòng nhạc đại chúng Việt Nam và Trung Quốc từ cuối thế kỷ 20 nhưng được phối lại theo phong cách hiện đại. Nội dung thể hiện chất chứa nhớ nhung hờn dỗi, vừa ngọt ngào vừa ngậm ngùi. Trong "Ex's Hate Me (Part 2)", Amee thể hiện với vai trò hát chính, còn B Ray là nghệ sĩ khách mời. Phần khí nhạc chỉ đơn giản là tiếng đàn guitar cùng giọng hát của Amee được thể hiện ở những nốt cao. Lời bài hát được thể hiện ở góc nhìn của nhân vật người yêu cũ. Cô gái hồi đáp chàng trai mà luôn nghĩ mình là nạn nhân và đến cuối cùng sau khi chuyện tình kết thúc, cả hai người đều có lỗi và phải nhận lại tổn thương.
Gần cuối cùng là chủ đề mùa đông, "Sao anh chưa về nhà" và "Xuân, hạ, thu, đông rồi lại xuân" mang theo nỗi nhớ nhung da diết. "Sao anh chưa về nhà" mang âm thanh lời ca dịu dàng và thỏ thẻ với phần giữa kèm thêm đoạn rap của Ricky Star. Phần lời đoạn hát nói về tiếng lòng của những người đang chờ đợi người yêu, trong khi phần rap thể hiện lời than vãn của chàng trai với cô bạn gái khó chiều và thích kiểm soát người yêu quá mức. "Xuân, hạ, thu, đông rồi lại xuân" có tựa đề chơi chữ và mang ý nghĩa rằng dù có khó khăn thế nào thì cặp đôi cũng sẽ trở về với nhau, tựa như bốn mùa trôi qua và lặp lại như vậy. Kết lại album Dreamee là "G9 (Outro)" với một lời chúc ngủ ngon êm đềm gửi đến người thưởng thức.

## Đĩa đơn
Dreamee có tổng cộng bảy đĩa đơn, trong đó năm đĩa đơn đã từng được phát hành trước khi ra mắt album. Không kể đến intro và outro, "Xuân, hạ, thu, đông rồi lại xuân" là track duy nhất trong Dreamee không được phát hành dưới dạng đĩa đơn hoặc video âm nhạc. Hình tượng cá nhân và phong cách thời trang của Amee thay đổi xuyên suốt loạt video âm nhạc từ ý tưởng thế giới học đường, cổ tích đến trò chơi điện tử. Đĩa đơn "Anh nhà ở đâu thế" từng lên xu hướng ở các diễn đàn mạng xã hội và được mệnh danh là "quốc ca thả thính". Video âm nhạc của bài hát phát hành vào ngày 3 tháng 4 năm 2019 và lấy bối cảnh quay tại Đà Lạt, do Zoo Young Jeoung và Lee Jae Woo phụ trách đạo diễn. Nội dung kể về câu chuyện một cô gái ngây thơ, bất chấp lẽo đẽo theo mục tiêu ở khắp mọi nơi để mong chiếm được trái tim của người đó. Thành viên thứ năm của Monstar, Zino, tham gia vào vai nam chính đóng cặp cùng Amee.
"Đen đá không đường" là đĩa đơn thứ hai của Dreamee do Lyly sáng tác, được phát hành vào ngày 9 tháng 5 năm 2019. Khác với gam màu tươi sáng, ấm áp của mùa xuân trong "Anh nhà ở đâu thế", Amee thể hiện vai diễn trong video âm nhạc "Đen đá không đường" là một cô gái có nhiều cung bậc cảm xúc khi yêu: nóng lòng, ngẩn ngơ, hạnh phúc và thi thoảng giận hờn vu vơ khi chinh phục chàng trai mình thầm thương. Aiden Nguyễn bảo rằng vì "Đen đá không đường" là đĩa đơn cuối cùng nằm trong đĩa đơn đầu tay Dreamee gồm ba bài hát nên đội ngũ quyết định áp dụng khía cạnh gần gũi hơn của Amee bằng cảnh quay đơn giản và nhẹ nhàng.
Sau hai áp phích hé lộ, đĩa đơn "Trời giấu trời mang đi" được phát hành vào ngày 13 tháng 10 năm 2019. Đây là sáng tác của streamer kiêm nhạc sĩ ViruSs dành riêng cho Amee, và từng thu hút sự chú ý nhờ câu nói so sánh "bông hoa quỳnh" với tình yêu trong video âm nhạc. MV do Kawaii Tuấn Anh đạo diễn và lấy chủ đề hẹn hò bí mật đặt trong bối cảnh học đường xưa cũ. Nội dung xoay quanh mối tình không công khai và giấu giếm của cặp đôi do Amee và Hồ Thành Trung thủ vai. Video âm nhạc của "Trời giấu trời mang đi" nhanh chóng vươn lên dẫn đầu xu hướng, thu về 2,7 triệu lượt xem và 115.000 lượt thích trên YouTube sau 24 giờ phát hành.
Đĩa đơn "Sao anh chưa về nhà" được phát hành vào ngày 5 tháng 3 năm 2020. Video âm nhạc của "Sao anh chưa về nhà" thu về 3 triệu lượt xem và 117.000 lượt thích sau 29 giờ phát hành. Các cảnh quay trong MV bài hát được đầu tư nhằm tái hiện những bối cảnh công chúa–hoàng tử trong câu chuyện cổ tích như Người đẹp ngủ trong rừng, Cô bé Lọ Lem, Người đẹp tóc mây và Nàng Bạch Tuyết và bảy chú lùn. Nội dung kể về công chúa và hoàng tử (do Yura Po đóng) vốn sống hạnh phúc bên nhau cho đến một ngày hoàng tử vô tình bị thổ dân bắt sống sau khi ra khỏi lâu đài. Chờ đợi mãi không thấy hoàng tử về nhà, công chúa giận dữ điên cuồng, đập phá đồ đạc và khóc lóc. MV "Sao anh chưa về nhà" từng bị vấp phải tranh cãi và chỉ trích vì bắt chước một số cảnh quay giống với "Blank Space" của ca sĩ người Mỹ Taylor Swift.
Đến ca khúc electropop "Yêu thì yêu không yêu thì yêu", đây là đĩa đơn thứ năm kiêm mở đường cho Dreamee được phát hành vào ngày 18 tháng 6 năm 2020. Video âm nhạc của bài hát sử dụng hiệu ứng kỹ xảo VFX cầu kỳ với ý tưởng cảm hứng từ năm trò chơi cổ điển cùng sự góp mặt của Jsol, Linh Ngọc Đàm, Misthy và Kus. Nội dung câu chuyện trong MV là hành trình Amee chinh phục tình yêu của nhân vật nam bằng cách vượt qua các thử thách trò chơi điện tử. Tuy nhiên, "Yêu thì yêu không yêu thì yêu" bị đánh giá là không quá đột phá về giọng hát. "Yêu thì yêu không yêu thì yêu" đã đạt đỉnh tại vị trí thứ 5 trên bảng xếp hạng thịnh hành của YouTube Việt Nam.
"Ex's Hate Me (Part 2)" được phát hành làm đĩa đơn thứ sáu cho Dreamee vào ngày 22 tháng 7 năm 2020. Video lời bài hát của đĩa đơn có chứa những hình ảnh hậu trường video âm nhạc "Đen đá không đường" chưa được công bố mà Amee và B Ray đã cùng nhau thực hiện trước đó. Hai ngày sau, "Ex's Hate Me (Part 2)" được St.319 phát hành ở định dạng tải nhạc số và phát trực tuyến trên Zing MP3. Đến ngày 7 tháng 9, video lời bài hát "Ex's Hate Me (Part 2)" leo thẳng lên top 5 thịnh hành của YouTube và thu về hơn 14 triệu lượt xem cùng 227.000 lượt thích. Đĩa đơn thứ bảy là cũng là cuối cùng trong Dreamee, "Mama Boy", được phát hành vào ngày 6 tháng 9 năm 2020. Video âm nhạc cho thấy Amee và các vũ công nữ hóa thân thành những bà nội trợ mặc tạp dề màu sắc tím, hồng pastel và thực hiện nhiều vũ đạo được đánh giá là đặc trưng từ St.319.

## Quảng bá và biểu diễn trực tiếp
Phỏng vấn với tạp chí điện tử Tri thức, Hứa Kim Tuyền đánh giá đội ngũ quảng bá St.319 là "tiệm cận với Hàn Quốc". Anh cho rằng bản sáng tác "Yêu thì yêu không yêu thì yêu" ban đầu không thành công khi mới ra mắt, nhưng sau đó "ê-kíp phải làm chiến lược truyền thông, chúng tôi tìm cách để làm điệp khúc [bài hát] lan tỏa trên mạng xã hội. Ngoài ra, ê-kíp còn làm nhiều cách khác để quảng bá. Cuối cùng ca khúc đạt được thành tích tốt." Các ca khúc trong Dreamee từng được phát hành và quảng bá ở định dạng phát thanh trên Đài Tiếng nói Việt Nam trong chương trình "Ca khúc tuyển chọn" và "Tuyển tập những ca khúc nhạc trẻ hay nhất".
Vào ngày 21 tháng 6 năm 2020, Amee tham gia buổi livestream của KingLive để biểu diễn hát chay và hé lộ trước một số nội dung trong Dreamee, trong đó cô giải thích ý tưởng thực hiện và đưa ra trợ giúp giải mã những từ viết tắt bí ẩn trong video âm nhạc của "Yêu thì yêu không yêu thì yêu". Ngày 25 tháng 6, cô tham gia giao lưu, phỏng vấn và trình diễn các ca khúc tại chương trình H Sao trên ứng dụng di động Zing MP3. Sau đó, cô tặng năm bản vật lý Dreamee cho khán giả may mắn nhất. Chiều ngày 28 tháng 6 năm 2020, Amee cùng St.319 tổ chức một sự kiện họp báo ra mắt Dreamee tại thành phố Hồ Chí Minh. Cuộc họp báo có sự góp mặt từ các phương tiện truyền thông đại chúng và các nghệ sĩ như Nguyễn Hải Phong, Hoàng Tôn, Suni Hạ Linh, Monstar, B Ray, Masew, Phí Phương Anh, Ricky Star, Trang Hý và Trịnh Thảo.
Tháng 10 năm 2020, Amee trình diễn loạt ca khúc của album tại Làn Sóng Xanh Party gồm "Mama Boy", "Yêu thì yêu không yêu thì yêu" và "Sao anh chưa về nhà". Trong chuỗi nhạc hội Happy Bee X cuối năm 2020, cô biểu diễn các ca khúc trong album Dreamee như "Anh nhà ở đâu thế", "Trời giấu trời mang đi" và "Sao anh chưa về nhà" trước tổng cộng 25.000 khán giả trên khắp Việt Nam. Tại giải thưởng Làn Sóng Xanh 2020 ngày 28 tháng 1 năm 2021, Amee trình diễn "Sao anh chưa về nhà" và "Yêu thì yêu không yêu thì yêu" cùng Ricky Star.

## Phát hành và diễn biến thương mại
Trong đoạn giới thiệu video âm nhạc dài 18 giây của "Yêu thì yêu không yêu thì yêu", đội ngũ quảng bá đã lồng vào những từ viết tắt của tên các ca khúc góp mặt trong Dreamee. Ngoài năm ca khúc đã phát hành thì còn năm bài hát ẩn số với từ viết tắt: YTYKYTY, MB, EHM2, XHTDRLX và G9. Tối ngày 21 tháng 6 năm 2020, Amee đăng tải chi tiết lịch trình phát hành Dreamee trong vòng một tuần lên trang chính thức trên Facebook. Ngày hôm sau, cô công bố ảnh bìa và danh sách các ca khúc trong album. Hai ngày tiếp theo, Amee đăng ảnh giới thiệu chủ đề bốn mùa trong năm. Ngày 24 tháng 6, Amee phát hành một video giới thiệu chủ đề hình tượng "công chúa bốn mùa" có thời lượng dài gần 1 phút 30 giây. Trong đó, phần nhạc và lời do Hứa Kim Tuyền sáng tác lẫn sản xuất, cùng sự hỗ trợ phối trộn và master của Minh Đạt Nguyễn. Giới mộ điệu dành cho lời khen rằng Amee có một đội ngũ thiết kế chuyên nghiệp và sang trọng: "Trước giờ chỉ biết đến Amee thôi không quan tâm nhiều lắm nhưng xem qua [video xem trước] album lần này thấy xinh xẻo thật sự."
Ngày 25 tháng 6 năm 2020, Amee và St.319 đăng tải video medley điểm nhấn nhằm giới thiệu trước một phần các ca khúc phát hành và màu sắc âm nhạc chung của toàn bộ album. Trước khi phát hành chính thức, chức năng pre-save trên các nền tảng iTunes Store, Spotify và Apple Music của Dreamee được mở. Đúng 19 giờ ngày 28 tháng 6 năm 2020 (theo giờ Việt Nam), phiên bản vật lý của Dreamee chính thức lên kệ tại Hãng đĩa Thời đại với mức giá 280.000 đồng và được đăng tải trên nền tảng trực tuyến. Amee bảo rằng mặc dù đối tượng người hâm mộ của cô phần lớn còn đang ở độ tuổi đi học nhưng đội ngũ thực hiện của cô vẫn không quá lo ngại về vấn đề giá bán bởi giá trị mà album mang lại lớn hơn nhiều so với số tiền chỉ bằng "bốn ly trà sữa". Tác giả Bảo Bình từ Công an nhân dân đánh giá quyết định phát hành Dreamee "là một bước đi dũng cảm, có phần mạo hiểm, trong thời buổi băng đĩa nhạc truyền thống đang thưa vắng dần trên thị trường, nhường chỗ cho các sản phẩm nhạc online."
Hai ngày trước khi phát hành, Dreamee đã được đặt mua trước với 500 đĩa vật lý. Trong vòng 12 giờ sau phát hành, Dreamee đã bán được hơn 1.000 đĩa trên các nền tảng trực tuyến. Album từng dẫn đầu iTunes Store và Apple Music Việt Nam, và toàn bộ mười track của Dreamee lọt vào (hoặc quay trở lại) bảng xếp hạng âm nhạc trực tuyến iTunes Store, Apple Music và Spotify. Sau ba ngày, Dreamee đã được bán hết ở khắp Việt Nam dẫn đến đội ngũ của Amee phải đi tái bản và phát hành thêm. Tiểu Tân từ Sài Gòn Giải Phóng cho rằng chính vì Dreamee có thiết kế giống như một album thần tượng Hàn Quốc nên đã kích thích nhiều người mua và "album có tốc độ tiêu thụ nhanh." Tạp chí điện tử Sở hữu trí tuệ và Sáng tạo nhận định Dreamee đã "gieo hạt ước mơ" cho nền âm nhạc Việt Nam bằng cách tái định nghĩa và hồi sinh xu hướng album vật lý từ thời điểm những năm 2000–2010. Đến tháng 6 năm 2021, Dreamee đã vượt mốc 2.000 bản tiêu thụ. Trong phần "nhìn lại 2021" của Spotify, Amee là nghệ sĩ nữ Việt Nam duy nhất có mặt trong danh sách những album có nhiều lượt nghe nhất với Dreamee.

## Đón nhận

### Nhận xét và đánh giá
Trong những ngày đầu ra mắt, nhiều nhạc sĩ và nghệ sĩ như Nguyễn Hải Phong, Only C, Tiên Cookie, Tóc Tiên, Miu Lê, Monstar, B Ray, ViruSs và Trang Hý đều mở hộp và dành nhiều lời khen ngợi cho Dreamee. Nguyễn Hải Phong tâm phục trước sự hợp tác ăn ý của đội ngũ và ý tưởng thiết kế của Dreamee và đặt dấu chấm hỏi với các đồng nghiệp khác rằng: "Các bạn đã làm nghề bao nhiêu năm rồi, album đã đàng hoàng chưa, đã chỉn chu chưa. Thì đấy, Amee chính là một trong những người đầu tiên đã làm điều đó." Tiên Cookie nhận xét "Amee sẽ tạo cảm hứng cho các nghệ sĩ mới có được album đầu tay chỉn chu như cô ấy." Only C so sánh lối thiết kế album với việc "đưa khán giả đến trải nghiệm như 'đập hộp' chiếc điện thoại đời mới. Chất lượng âm nhạc và in ấn không thua kém gì những sản phẩm quốc tế." Tóc Tiên thì trân trọng St.319 đã tâm huyết thực hiện và dũng cảm phát hành Dreamee.
Nhà phê bình Quang Đức đến từ tạp chí điện tử Tri thức đã chấm Dreamee 8,5 trên 10 điểm. Anh nhận xét rằng album là một "chỉnh thể câu chuyện với những đặt để có tính toán, hấp dẫn và hợp lý [...] đã không tạo ra những khoảng chênh vênh, thiếu nhất quán." Quang Đức cho rằng những hạn chế trước kia về mặt tần số âm thanh trong giọng hát của Amee đã được khắc phục trong Dreamee. Mi Ly từ Tuổi Trẻ viết rằng với album Dreamee, Amee đang từng bước khẳng định vị trí của mình như một ca sĩ thế hệ 2000 đáng chú ý. Viết đánh giá chi tiết trên cùng tờ báo, Hiền Trang cảm nhận Dreamee là một album "về thế giới ngập tràn tình yêu tuổi hồng, trà sữa trân châu, những cơn cảm nắng, dễ thương, nũng nịu và nhõng nhẽo đến mức nếu có khiếm khuyết gì thì cũng không ai nỡ chê bôi." Amee đã khiến cho cô nhớ đến hiện tượng Jang Na-ra qua bài hát "Sweet Dream" (2002) vì "hết 'giấc mơ' rồi lại 'mộng mơ', thanh xuân nào cũng cùng một ý niệm như vậy". Hiền Trang cho rằng Amee là một "Đông Nhi hay Bảo Thy phiên bản mới, thuộc về một vòng lặp theo quy luật của nhạc đại chúng" và đã "đặt ra một chuẩn mực cho những nghệ sĩ thế hệ Z sau cô."
Phan Cao Tùng từ báo Thanh Niên khen ngợi sự nổi trội của Amee khẳng định rằng những ca sĩ theo đuổi sự nghiệp chuyên nghiệp như nữ ca sĩ thì cần phải thực hiện album: "Nhiều ca sĩ hiện chỉ chạy theo lượt xem, liên tục phát hành video âm nhạc đơn lẻ mà không ra nổi một album ca nhạc định hình phong cách, thể hiện màu sắc âm nhạc của riêng mình [...] điều đó chỉ là 'ăn xổi' và không thật sự chuyên nghiệp, không có giá trị lâu dài đối với một ca sĩ thực thụ." Đến đầu năm 2021, anh chọn Dreamee làm ví dụ cho thấy nhạc Việt trở nên sôi động và thêm điểm sáng với nhiều album đĩa vật lý lẫn nền tảng số, qua đó cho thấy sự đầu tư lớn của đội ngũ sản xuất cùng giới ca sĩ. Thiên Anh đồng tình rằng dự án Dreamee của Amee đã đảm bảo về yếu tố thẩm mỹ với sự đầu tư rất mạnh tay.
Phong cách "màu hồng hóa" của Amee trong cuộc sống và chuyện tình cảm của giới trẻ qua lối thể hiện và ca hát trong album Dreamee đã vấp phải những ý kiến trái chiều. Cô nhận được nhiều lời chỉ trích từ khán giả rằng là "dẹo" và "điệu". Những bài hát trong Dreamee từng bị đánh giá là vô nghĩa và "sến sẩm". Cùng với đó, phong cách ăn mặc Amee lại bị tố bắt chước các nghệ sĩ Hàn Quốc. Nữ ca sĩ lên tiếng đáp trả rằng, "Về các bình luận chỉ trích, tôi nghĩ ai cũng có ưu điểm và nhược điểm riêng. Do đó, sự tranh cãi xảy ra là điều không tránh khỏi vì ai cũng có quyền nêu ý kiến cá nhân với người khác. Tôi thật sự tôn trọng tất cả ý kiến của mọi người. Tôi cũng sẽ cố gắng bồi dưỡng cho giọng hát của mình mỗi ngày. Bản thân tôi luôn luôn ghi nhớ phải chăm sóc giọng hát của mình thật tốt, để ngày càng hoàn thiện hơn." Nam Trần viết cho báo Phụ Nữ rằng mặc dù Dreamee đã thỏa mãn nhu cầu của khán giả yêu nhạc pop, song album vẫn chưa là "một cú đột phá, bởi album có gần một nửa là những ca khúc đã phát hành."

### Thành tựu
Ở kỷ nguyên Dreamee, Amee đoạt giải Nghệ sĩ mới xuất sắc nhất (khu vực Việt Nam) tại giải MAMA năm 2020, trở thành ca sĩ trẻ nhất ở Việt Nam đạt được giải thưởng này. Ngày 28 tháng 1 năm 2021, Dreamee đoạt giải Album của năm tại giải thưởng Làn Sóng Xanh 2020. Tại giải thưởng Cống hiến năm 2021, Dreamee nhận đề cử Album của năm. Hứa Kim Tuyền được đề cử Nhạc sĩ của năm nhờ sáng tác album/lên ý tưởng video âm nhạc cho Amee. Anh còn được đề cử Nhà sản xuất của năm với TDK.
Cây viết Khang Lâm của Công Luận chọn Dreamee là một trong bốn album âm nhạc nổi bật của nghệ sĩ Việt năm 2020 và đánh giá đây là "bước đi được cho là đúng hướng và bài bản" của Amee. Thu Hằng chấp bút cho chuyên mục Duyên Dáng Việt Nam thuộc Thanh Niên đặt Dreamee lên hàng đầu trong danh sách album nhạc Việt đáng nghe nhất năm 2020. Cô viết rằng tuy Amee không được đánh giá cao về mặt hình tượng và khả năng ca hát nhưng Dreamee là "một album đáp ứng đủ nhu cầu" đối với những người hâm mộ nữ ca sĩ và khán giả phổ thông nhờ vào thể loại nhạc pop "nịnh tai" và giai điệu "dễ nghe dễ thuộc". Quang Đức của Tri thức liệt kê Dreamee vào danh sách bốn album nhạc Việt xuất sắc năm 2020 và nói rằng "Amee được giới trong nghề đánh giá là đang đi đúng đường, chuyên nghiệp và bài bản."

## Danh sách bài hát
| Dreamee          | Dreamee                                        | Dreamee                           | Dreamee          | Dreamee    |
| STT              | Nhan đề                                        | Sáng tác                          | Biên khúc        | Thời lượng |
| ---------------- | ---------------------------------------------- | --------------------------------- | ---------------- | ---------- |
| 1.               | "Dreamee (Intro)"                              | Hứa Kim Tuyền                     | Hứa Kim Tuyền    | 0:39       |
| 2.               | "Anh nhà ở đâu thế"                            | Hứa Kim Tuyền Lyly                | TDK              | 3:36       |
| 3.               | "Yêu thì yêu không yêu thì yêu"                | Hứa Kim Tuyền T.R.I               | TDK T.R.I        | 3:10       |
| 4.               | "Đen đá không đường"                           | Lyly                              | TDK              | 3:00       |
| 5.               | "Mama Boy"                                     | Hứa Kim Tuyền TDK Grey D          | TDK              | 3:24       |
| 6.               | "Trời giấu trời mang đi"                       | ViruSs                            | 1HIT             | 4:13       |
| 7.               | "Ex's Hate Me (Part 2)" (hợp tác với B Ray)    | Hứa Kim Tuyền B Ray Grey D        | TDK              | 3:36       |
| 8.               | "Sao anh chưa về nhà" (hợp tác với Ricky Star) | Hứa Kim Tuyền Lyly TDK Ricky Star | TDK              | 4:04       |
| 9.               | "Xuân, hạ, thu, đông rồi lại xuân"             | Hứa Kim Tuyền TDK Grey D          | TDK              | 4:50       |
| 10.              | "G9 (Outro)"                                   | Hứa Kim Tuyền                     | T.R.I            | 1:28       |
| Tổng thời lượng: | Tổng thời lượng:                               | Tổng thời lượng:                  | Tổng thời lượng: | 32:00      |

## Đội ngũ thực hiện
Đội ngũ thực hiện được lấy từ ghi chú trên bìa album.
- Aiden Nguyễn – Giám đốc sản xuất, đạo diễn âm nhạc, đạo diễn sáng tạo
- Amee – Hát chính
- TDK (Trần Dũng Khánh) – Soạn nhạc, sản xuất nhạc, biên khúc, sản xuất giọng hát
- Hứa Kim Tuyền – Soạn nhạc, sản xuất nhạc, biên khúc, sản xuất giọng hát
- Lyly – Soạn nhạc
- ViruSs – Soạn nhạc
- T.R.I – Soạn nhạc, biên khúc
- Grey D – Soạn nhạc
- 1HIT – Biên khúc
- Minh Đạt Nguyễn – Kỹ sư âm thanh
- Nguyễn Hoàng Mỹ Ngọc – Sản xuất giọng hát
- Huy Nguyễn (The Masks) – Thu âm
- Nhật Duy – Đạo diễn sáng tạo
- Ben Phạm – Đạo diễn sáng tạo, đạo diễn nghệ thuật
- Huyền Huỳnh – Quản lý sản xuất
- Nguyễn Minh Đức – Nhiếp ảnh
- Kaylee Wang – Trang phục
- Đặng Trí Viễn – Chuyên gia trang điểm
- Tuấn Maxx – Đạo diễn nghệ thuật
- Phương Huỳnh – Họa sĩ minh họa
- Nhật Duy – Điều hành nội dung
- Việt Nữ – Quản lý truyền thông
- Bảo Trân – Trợ lý sản xuất
- Ngọc Phạm – Quản lý nghệ sĩ
- Anh Thy – Trợ lý nghệ sĩ
- Brandbeats – Truyền thông âm nhạc
- Hãng đĩa Thời đại (Times Records) – Phân phối

## Doanh số
| Quốc gia                                                                           | Chứng nhận | Số đơn vị/doanh số chứng nhận |
| ---------------------------------------------------------------------------------- | ---------- | ----------------------------- |
| Việt Nam                                                                           | —          | 2.000*                        |
| * Chứng nhận dựa theo doanh số tiêu thụ. ^ Chứng nhận dựa theo doanh số nhập hàng. |            |                               |

## Dreamee (Acoustic)

### Bối cảnh
Nhận được nhiều lời chê bai từ khán giả về vấn đề giọng hát và phong cách nghệ thuật xuyên suốt kỷ nguyên Dreamee, Amee giữ im lặng và tiếp tục cải thiện khuyết điểm. Cô tỏ ra bình tĩnh nói, "Để giọng hát tốt hơn mỗi ngày thì tôi phải tự tạo nên những thử thách cho mình, buộc mình phải nỗ lực rèn luyện và phát triển. Dù sau này mọi người không còn chê tôi hát dở nữa, tôi vẫn luôn cố gắng hơn nữa để hoàn thiện giọng hát." Sau khi thành công với album đầu tay, Amee ấp ủ dự án phiên bản Acoustic cho Dreamee và bảo rằng thông qua âm nhạc, cô mong muốn mang lại nguồn năng lượng tích cực xoa dịu cho người nghe giữa thời điểm đại dịch COVID-19 tại Việt Nam.

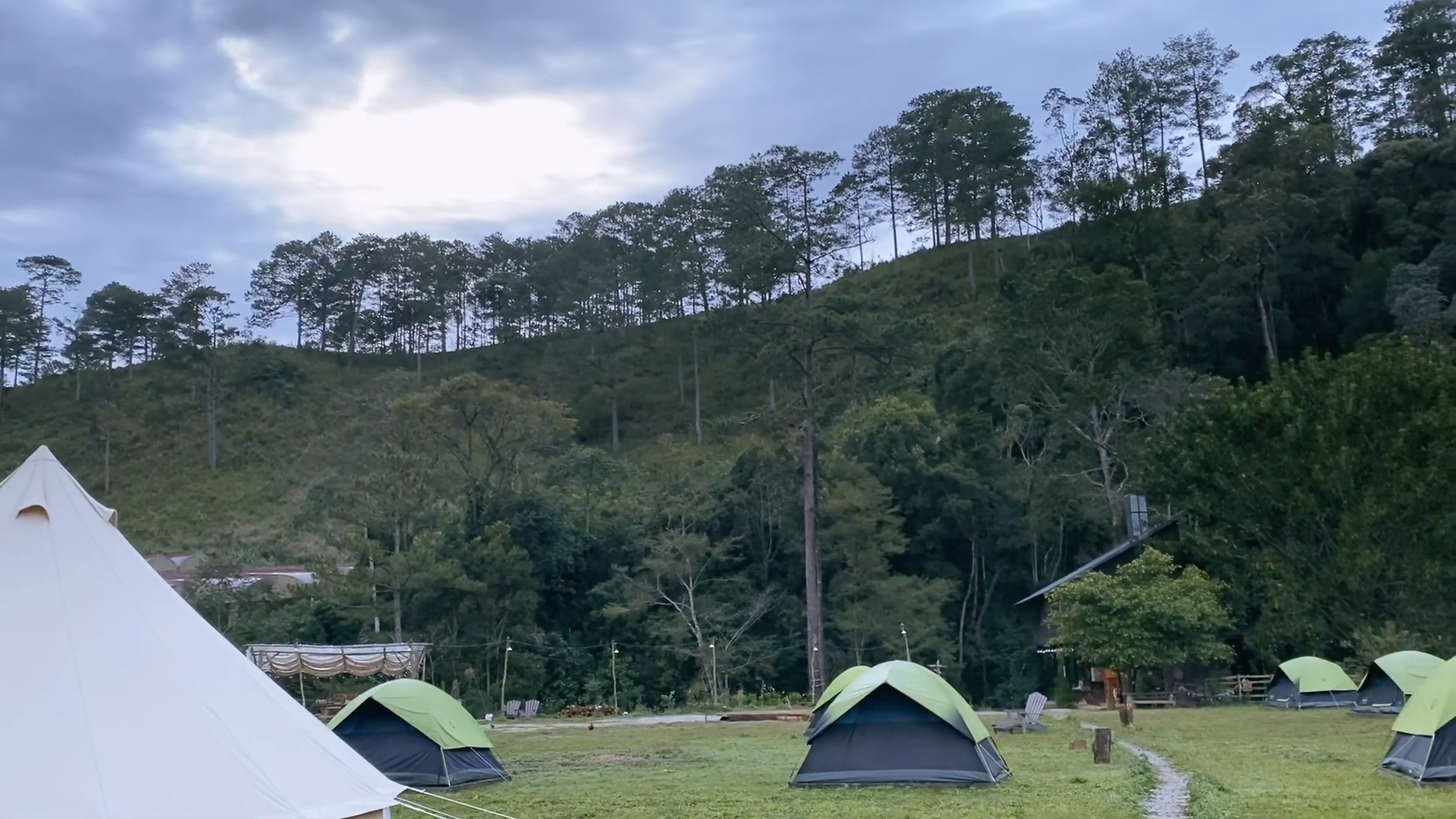
Địa điểm ghi hình của Dreamee Live Acoustic Show tại Dalat Camp.

Về quá trình thực hiện buổi biểu diễn Dreamee Live Acoustic Show, nhà quản lý Aiden Nguyễn của St.319 tiết lộ quy mô thực hiện không lớn. Tuy nhiên, để có chất lượng không gian âm nhạc nhằm mang lại hài lòng cho người thưởng thức, anh và đội ngũ thực hiện phải đầu tư nhiều kinh phí lẫn tâm huyết. Aiden Nguyễn chia sẻ rằng, "Âm nhạc mà chúng tôi hướng đến là âm nhạc lan toả năng lượng tích cực, đem lại sự thư giãn, thoải mái cho nên sẽ không có sự cứng nhắc trong mỗi dự án hay giới hạn khán giả tiếp cận âm nhạc của Amee, kể cả gia đình dẫn theo những cháu bé đến cắm trại nghe nhạc vẫn được. Bài toán kinh tế quan trọng nhưng không phải nhất, chúng tôi có thể kinh doanh ở những dự án khác. Còn với Dreamee Live Acoustic Show, trải nghiệm âm nhạc là thứ chúng tôi đặt lên hàng đầu như một cách tri ân khán giả yêu nhạc của Amee."

### Thiết kế
Dreamee (Acoustic) là một EP trực tiếp có sự góp mặt của các nhạc sĩ và nhà sản xuất như TDK, Hứa Kim Tuyền, Hoàng Dũng, Kai Đinh, ViruSs và Lyly. Chương trình tập trung nhiều vào giọng hát mộc của Amee, gồm có sáu màn trình diễn và bảy bài hát mặc dù đa phần đã từng được phát hành trước đó nhưng được phối khí theo thể loại acoustic hoàn toàn mới. Âm thanh mở đầu cho Dreamee (Acoustic), "Gr8teful (Intro)", có sự tham gia viết lời của chính Amee với nội dung thể hiện sự biết ơn, trân trọng đến tất cả các khán–thính giả và những người đồng hành cùng nữ ca sĩ. "Từ thích thích thành thương thương" là bài hát kết hợp giữa Amee và Hoàng Dũng nói về nỗi lòng của hội đơn phương, do Kai Đinh, Hứa Kim Tuyền và TDK sáng tác.
Dreamee Live Acoustic Show được tổ chức ghi hình tại khu du lịch Dalat Camp ở Đà Lạt vào tháng 11 năm 2020 do Quản Phương Thanh phụ trách đạo diễn. Thời điểm cất tiếng hát là lúc trời bắt đầu tối, khi đó các khán giả ngồi quan sát Amee trình diễn các ca khúc từ trong những lều nhỏ bao quanh. Trang phục của Amee biểu diễn ở các tiết mục là bộ váy trắng choàng khăn mỏng. Ricky Star và Hoàng Dũng đã hợp tác biểu diễn cùng nữ ca sĩ. Ban nhạc tham gia trình diễn Dreamee Live Acoustic Show cùng họ được gọi là "Dreamee Band" với 10 thành viên bao gồm TDK, Hứa Kim Tuyền cùng những nghệ sĩ hát nền, chơi các nhạc cụ như guitar, vĩ cầm, keyboard, sáo và trống cajon.

### Phát hành
Một ngày trước khi phát hành chương đầu tiên, đoạn teaser Dreamee Live Acoustic Show được đăng tải. Trong đó, video giới thiệu bối cảnh buổi biểu diễn tại một thung lũng tại Đà Lạt, kèm theo cảnh Amee cùng đội ngũ thực hiện di chuyển đến bối cảnh và dàn dựng nhạc cụ cũng như điều chỉnh âm thanh. Phía cuối teaser là những câu hát hé lộ bài hát mới: "Nếu mình yêu ai hết lòng / Người ta cũng chờ mong để đáp lại / Thì trên đời đâu tồn tại hai chữ 'đơn phương'" cùng hashtag #TTTTTT. Tối ngày 3 tháng 12 năm 2020, Amee đăng tải chương đầu tiên của Dreamee Live Acoustic Show sau thời gian úp mở một loạt hình ảnh tại thành phố Đà Lạt trên mạng xã hội. Trong đó là màn trình diễn kết hợp giữa Amee và Hoàng Dũng, họ trình diễn bài hát "Trời giấu trời mang đi" và "Nàng thơ" trao đổi với nhau. Nhận được một số ý kiến phản ánh trên mạng xã hội, TDK khẳng định phần hát của Amee 100% được thu âm tại Đà Lạt và không phải hát nhép tại buổi họp báo chiều ngày 7 tháng 12. Ngoài ra, nam producer còn bảo rằng đội ngũ đã bỏ nhiều công sức trong việc thu âm và hậu kỳ trước khi phát hành.
Ngày 7 tháng 12 năm 2020, chương thứ hai của Dreamee Live Acoustic Show là phần trình diễn "Từ thích thích thành thương thương" kết hợp giữa Amee với Hoàng Dũng được phát hành. Video đạt hơn một triệu lượt xem và vươn lên vị trí thứ năm trên top thịnh hành YouTube sau một ngày ra mắt. Ban đầu phiên bản đầy đủ của Dreamee Live Acoustic Show được dự kiến phát hành vào ngày 9 tháng 12, nhưng đội ngũ đã thay đổi kế hoạch nhằm thể hiện lời chia buồn đến nghệ sĩ Chí Tài. Đến ngày 13 tháng 12, Amee quay trở lại và phát hành đầy đủ sáu tiết mục trình diễn cùng Hoàng Dũng và Ricky Star. Sau khi ra mắt dưới dạng EP trên nền tảng nhạc số vào ngày 16 tháng 12 năm 2020, Dreamee (Acoustic) đạt được những thành tích như đứng đầu Apple Music và iTunes Store tại Việt Nam. Cả hai đĩa đơn "Nàng thơ... trời giấu trời mang đi" và "Từ thích thích thành thương thương" được phát hành dưới dạng đĩa đơn phát thanh qua chương trình radio "Tuyển tập những ca khúc nhạc trẻ hay nhất" trên Đài Tiếng nói Việt Nam.

### Đón nhận
Người thưởng thức âm nhạc đều để lại những ý kiến khen ngợi về mặt chất lượng và ý nghĩa của Dreamee (Acoustic). Họ cho rằng đây là một chương trình khác biệt có thể "chữa lành cho tâm hồn" và còn là "một bước đi thông minh và khác biệt nữa của St.319 trong thời điểm [đại dịch COVID-19 tại Việt Nam] không thể tổ chức liveshow. Điều này vừa thể hiện sự chuyên nghiệp của công ty vừa nâng tầm Amee." Tiến Vũ từ Tuổi Trẻ khen ngợi màn thể hiện của Amee qua Dreamee (Acoustic) rằng "cách hát khá trong trẻo của [nữ ca sĩ] kết hợp cùng khung cảnh phố núi Đà Lạt từ khi bình minh ló dạng, lúc chiều tà rồi tới tận đêm khuya đã mang lại cảm giác dễ chịu cho người xem." Anh nhận định rằng nhiều khán giả trước đây hoài nghi về giọng hát trực tiếp của Amee thì nay họ đã thay đổi cách nhìn nhận và cho rằng nữ ca sĩ đã có tiến bộ rõ rệt mặc dù vẫn còn không ít nhận xét về Amee là còn giọng hát yếu và chưa tự nhiên.
Trên chuyên trang Mực Tím, Duy Lê tán dương giọng hát của Amee không chỉ trong trẻo bay bổng mà còn mang lại bầu không gian cổ tích, nơi âm nhạc "hoà cùng mây, trời, nắng, gió, núi, rừng... đưa con người trở về với tự nhiên bên ngoài và cả bên trong – lắng lại để nghe những giai điệu của âm nhạc và chính tiếng lòng mình." Qua đó, Dreamee (Acoustic) không những cho thấy tinh thần đầu tư nghiêm túc trong âm nhạc của Amee mà còn truyền tải được năng lượng tích cực và quan tâm đến cuộc sống tinh thần chung của khán giả âm nhạc Việt Nam. Diễm Mi của báo Phụ Nữ đã dành lời khen cho Dreamee Live Acoustic Show và ví chương trình như "một trạm dừng chân để người nghe tiếp thêm năng lượng tích cực, tìm thấy niềm vui sống trong bộn bề công việc, áp lực vào cuối năm [2020]." Hai nhà báo Băng Châu và Dung Phạm viết cho Dân trí đã xướng danh Amee là một trong những "ca sĩ ấn tượng của showbiz Việt năm 2020" khi cô không chỉ thực hiện album đầu tay mà còn tích cực tổ chức Dreamee Live Acoustic Show và phát hành Dreamee (Acoustic).

### Danh sách bài hát
| Dreamee (Acoustic) | Dreamee (Acoustic)                                            | Dreamee (Acoustic)                | Dreamee (Acoustic) | Dreamee (Acoustic) |
| STT                | Nhan đề                                                       | Sáng tác                          | Sản xuất           | Thời lượng         |
| ------------------ | ------------------------------------------------------------- | --------------------------------- | ------------------ | ------------------ |
| 1.                 | "Gr8teful (Intro)"                                            | Hứa Kim Tuyền Amee                | TDK                | 0:52               |
| 2.                 | "Yêu thì yêu không yêu thì yêu"                               | Hứa Kim Tuyền T.R.I               | TDK Nguyễn Anh Vũ  | 2:43               |
| 3.                 | "Xuân, hạ, thu, đông rồi lại xuân" (hợp tác với TDK)          | Hứa Kim Tuyền TDK Grey D          | TDK                | 4:56               |
| 4.                 | "Nàng thơ... trời giấu trời mang đi" (hợp tác với Hoàng Dũng) | Hoàng Dũng ViruSs                 | TDK                | 4:22               |
| 5.                 | "Từ thích thích thành thương thương" (hợp tác với Hoàng Dũng) | Hứa Kim Tuyền TDK Kai Đinh        | TDK                | 3:24               |
| 6.                 | "Anh nhà ở đâu thế"                                           | Hứa Kim Tuyền Lyly                | TDK                | 3:24               |
| 7.                 | "Sao anh chưa về nhà" (hợp tác với Hoàng Dũng và Ricky Star)  | Hứa Kim Tuyền Lyly TDK Ricky Star | TDK Nguyễn Anh Vũ  | 4:06               |
| Tổng thời lượng:   | Tổng thời lượng:                                              | Tổng thời lượng:                  | Tổng thời lượng:   | 23:47              |

### Đội ngũ thực hiện
Đội ngũ thực hiện được lấy từ danh đề kết thúc của Dreamee Live Acoustic Show phiên bản đầy đủ.
Âm nhạc
- Điều hành âm nhạc – TDK
- Sản xuất âm nhạc – TDK, Hứa Kim Tuyền, Nguyễn Minh Đạt, Nguyễn Anh Vũ, Đoàn Minh Vũ
- Sáng tác bài hát – Amee, Hứa Kim Tuyền, TDK, LyLy, ViruSs, Kai Đinh, Hoàng Dũng, GREY D, Ricky Star, T.R.I
- Kỹ sư âm thanh – Nguyễn Minh Đạt
- Cố vấn âm nhạc – Trần Khoa
- Sản xuất giọng hát – TDK, Nguyễn Hoàng Mỹ Ngọc
- Nghệ sĩ keyboard – Quang Huân (Haun)
- Nghệ sĩ bass – Trần Khoa
- Nghệ sĩ guitar – Minh Trí, Nguyễn Lưu Thanh An, Phú Nguyễn
- Nghệ sĩ violin – Nguyễn Ngọc Hồng Hà, Nguyễn Tạ Thiện
- Nghệ sĩ thổi sáo – Nguyễn Ngọc Duy Nhân
- Nghệ sĩ trống cajon – Hoàng Duy Hiền (Hpro)
- Hát đệm – Hứa Kim Tuyền, Anh Thư, Quý Minh
- Thu âm biểu diễn trực tiếp – Tiến Tom (Hpro)
- Hệ thống âm thanh nhạc sống – Khắc Hậu
- Trợ lý sản xuất âm nhạc – Vy An
- Cơ quan âm nhạc – BrandBeats

Hình ảnh
- Đạo diễn – Quản Phương Thanh
- Đạo diễn hình ảnh – Nghĩa Phùng
- Đạo diễn sáng tạo – Aiden Nguyễn
- Trợ lý sản xuất – Thu Thảo, Hải Quân, Hải Nam
- Điều hành máy quay – Tâm Trần, Lâm Chi Bun, Neo Dương, Nguyễn Hoàng Linh
- Chỉnh nét – Phú Cường, Anh Tuấn
- Đội ngũ chiếu sáng – Cine Hanoi
- Biên tập – Trần Minh Nhựt, TMN Post
- Phát hành trực tuyến – TMN, Quốc Hảo, Hoàng Chiến
- Chỉnh màu – Thanh Duy
- Nhiếp ảnh hậu trường – Hải Nguyễn
- Nhiếp ảnh jacket – Nguyễn Minh Đức
- Thiết kế đồ họa – Nguyễn Đoàn Minh Tuấn
- Nhóm quay video hậu trường – Ken Hoàng Huy Team, Be Minh Quân

Khác
- Điều hành sản xuất – Aiden Nguyễn, Huyền Huỳnh
- Giám sát dự án – Nhật Duy Lê, Ken Hoàng Huy
- Công ty sản xuất – Soulie Production
- Sản xuất – Phương Huỳnh
- Quản lý sản xuất – Linh Nguyễn, Ngọc Võ
- Chỉ đạo nghệ thuật – Hà Chie
- Chuyên gia đạo cụ – Thái Nhựt
- Flycam – Đoàn Văn Vũ
- Hiệu ứng tua nhanh thời gian – Phạm Minh Toàn
- Phục vụ ăn uống – Phát Nguyễn
- Thiết bị – Cine Hanoi
- Trang phục – Châu Bối Doanh, Thịnh Cường
- Cơ sở làm móng – Nailroom Mit's House
- Trang điểm của Amee – Đặng Trí Viễn
- Trợ lý – Hải Ngọc Ng
- Đội ngũ trang điểm – Xuân Hương Team
- Trưởng phòng PR – Việt Nữ
- Quản lý truyền thông – Nhật Duy Lê
- Quản lý hợp tác – Ngọc Phạm, Bảo Trân
- Trợ lý nghệ sĩ – Anh Thi, Phương Nam
- Địa điểm – Dalat Camp
- Lời cảm ơn đặc biệt – Đội ngũ Dalat Camp, Cine Hanoi